# Universität für Sprache und Kultur Peking
Die Universität für Sprache und Kultur Peking (chinesisch 北京語言大學 / 北京语言文化大学, Pinyin Běijīng Yǔyán Dàxué; engl. Beijing Language and Culture University, BLCU) ist eine staatliche Universität in Peking (VR China), an der vor allem Ausländer die chinesische Sprache studieren.

## Geschichte
Die Universität für Sprache und Kultur Peking wurde 1962 zunächst unter dem Namen Peking-Sprachinstitut (Běijīng Yǔyán Xuéyuàn, 北京语言学院, Beijing Language Institute) bekannt und gilt als die führende Institution Chinas auf diesem Gebiet. Sie untersteht direkt dem Erziehungsministerium der Volksrepublik China. Bis Anfang der 1980er-Jahre wurden an dem Institut viele Stipendiaten aus anderen Entwicklungsländern und aus sozialistischen Ländern auf ein reguläres Studium an anderen chinesischen Hochschulen vorbereitet. Heute bilden zahlende Studenten, vor allem aus Südkorea, die Masse der Studenten.

## HSK
An dem Institut wurde die standardisierte Chinesisch-Prüfung für Ausländer HSK (汉语水平考试; Pinyin: Hànyǔ Shuǐpíng Kǎoshì) entwickelt, die heute entscheidend für die Aufnahme ausländischer Studenten an chinesischen Hochschulen ist.

## Persönlichkeiten
- Mulatu Teshome (ሙላቱ ተሾመ) – Präsident Äthiopiens (2013–2018)
- Liang Xiaosheng (梁晓声) – Schriftsteller
- Da Chen – Schriftsteller
- Chris Lonsdale (龙飞虎; Pinyin: Lóng Fēihǔ) – Psychologe, Linguist
- Valerie Grosvenor Myer – Schriftstellerin

## Lage
Die BLCU befindet sich im Stadtbezirk Haidian in unmittelbarer Nähe der Peking-Universität und der Qinghua-Universität. In den letzten Jahren wurde durch den Bau einer neuen U-Bahn-Linie und eines Autobahn-Rings das Universitätsviertel besser an das Stadtzentrum angebunden und um die BLCU sind große Wohnblocks und viele Restaurants gebaut worden.

## Bildergalerie

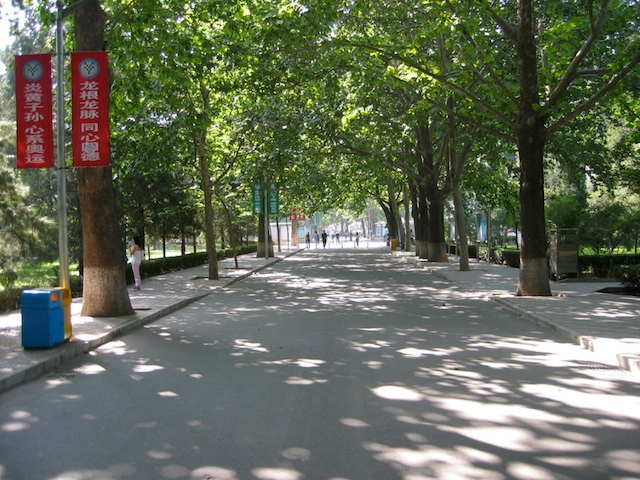
Straße auf dem Campus
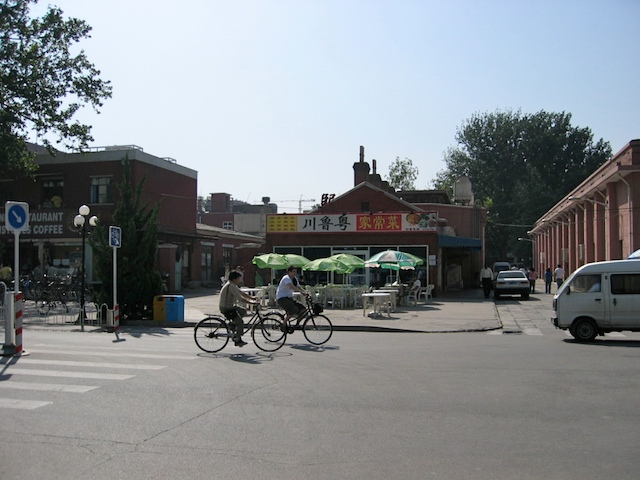
Restaurant auf dem Campus
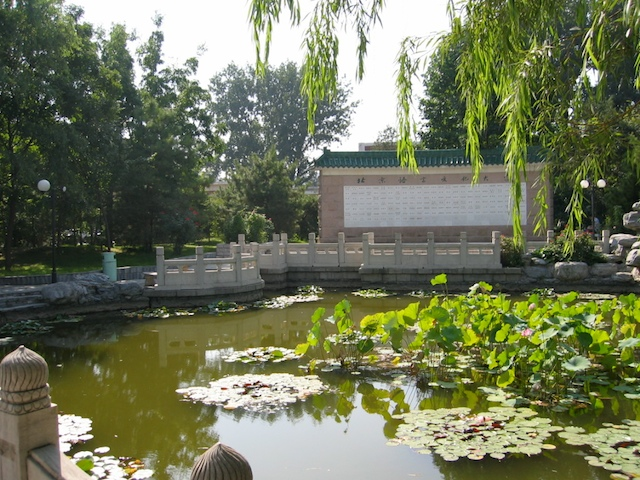
Park auf dem Campus
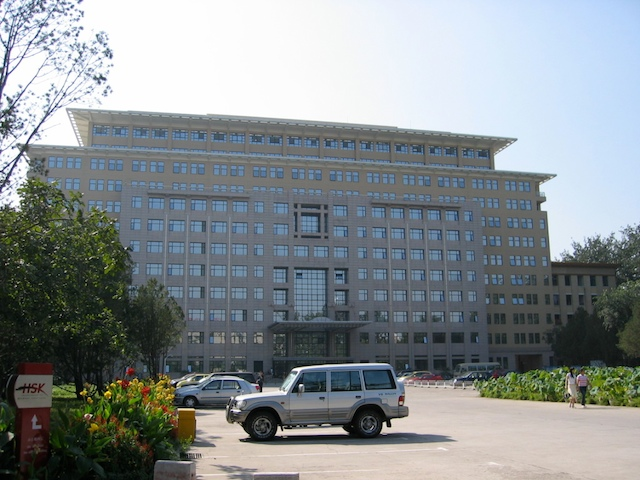
Hauptgebäude